# Ceca laiesken
Laiesken fue una ceca que perteneció a los layetanos, pueblo ibérico situado al noreste de la actual Cataluña. Es imposible precisar con exactitud su emplazamiento concreto, dado que no hay evidencias arqueológicas que permitan relacionar la ceca de Laiesken con ningún yacimiento conocido . Tan sólo puede decirse que son monedas acuñadas en un lugar indeterminado entre Barcelona y Manresa, al norte del río Llobregat, territorio que sería dominado por los layetanos.
Durante mucho tiempo, debido a la obra Inscripciones romanas inéditas de Barcelona, realizada en 1876 por el padre Fidel Fita Colomé, se creyó que la ceca pertenecía a la ciudad de Laie. Esta afirmación se hizo sobre la base de dos inscripciones: Anniae Laietanae (hallada en una lápida descubierta en Barcelona) y Praefecto Orae maritimae Laietanae. Salvador Sanpere i Miquel, corroboró esta tesis y aceptó la existencia de la ciudad, identificándola con Barcino, de tal modo que Laie sería la ciudad primitiva y Barcino la factoría comercial fundada a posteriori.
Sin embargo, hoy en día estas tesis están superadas, ya que no hay nada que evidencie la existencia de Laie. Las inscripciones que permitieron al padre Fita identificar dicha ciudad, tal y como afirma Leandre Villaronga, no se refieren a una localidad sino a una región, la de los layetanos. De manera que la leyenda que aparece en las monedas (Laiesken), no haría referencia a una ciudad, sino que este genitivo plural designaría a los habitantes de una zona determinada, la cual se correspondería con la Layetania de las fuentes escritas.
En lo referente a la cronología, decir que la ceca acuñó moneda durante el siglo II a. C. No tenemos noticias acerca de las causas que precipitaron el cese de su actividad, quizá como argumenta Fernando Gimeno Rúa, ésta se produjo por motivos naturales, tales como la pérdida de importancia de la región, puesto que no hay constancia de acciones violentas que precipitaran el fin de la producción.
Respecto a la morfología de las piezas elaboradas en esta ceca, debe afirmarse la presencia de unos tipos constantes que aparecen a lo largo de toda la producción monetaria. En el anverso nos encontramos siempre con una cabeza masculina vuelta a la derecha, es un rostro imberbe, con la cabeza laureada y en ocasiones con lemniscos colgando. Quizá, el motivo de tales variaciones, se deba a la imaginación del grabador. Leandre Villaronga plantea la posibilidad de que fuera la representación de alguna divinidad muy querida por los cartagineses, como lo pudiera ser Melkart, el Hércules cartaginés. A este anverso con una divinidad guerrera, le acompaña un reverso presidido por un caballo victorioso. En el reverso podemos distinguir tres modelos diferentes; el primero sería la representación de un jinete galopando a la derecha llevando una palma, el segundo un caballo galopando hacia la derecha, situándose encima de él una láurea, y el tercero se trataría de medio caballo. Las leyendas ibéricas que poseen las monedas, son bastante uniformes y no presentan alteraciones fundamentales, tan sólo cabe destacar la alteración de alguna grafía.
La información que pueden ofrecernos las monedas de esta ceca de ubicación incierta, acerca de la actividad económica y comercial de la zona es muy limitada. Su modesta difusión (todas las monedas han sido halladas en la zona al norte del río Llobregat, en Balsareny, Cànoves y Azaila) conduce a pensar que el núcleo poblacional perteneciente a los layetanos que las emitió, no fue un gran centro comercial, quizá se trataría de un emplazamiento interior poco conocido mercantil y geográficamente. La ausencia de fuentes escritas que nos hablen de él, parece corroborar esta idea.